# Tisza-parti iszapgyopáros

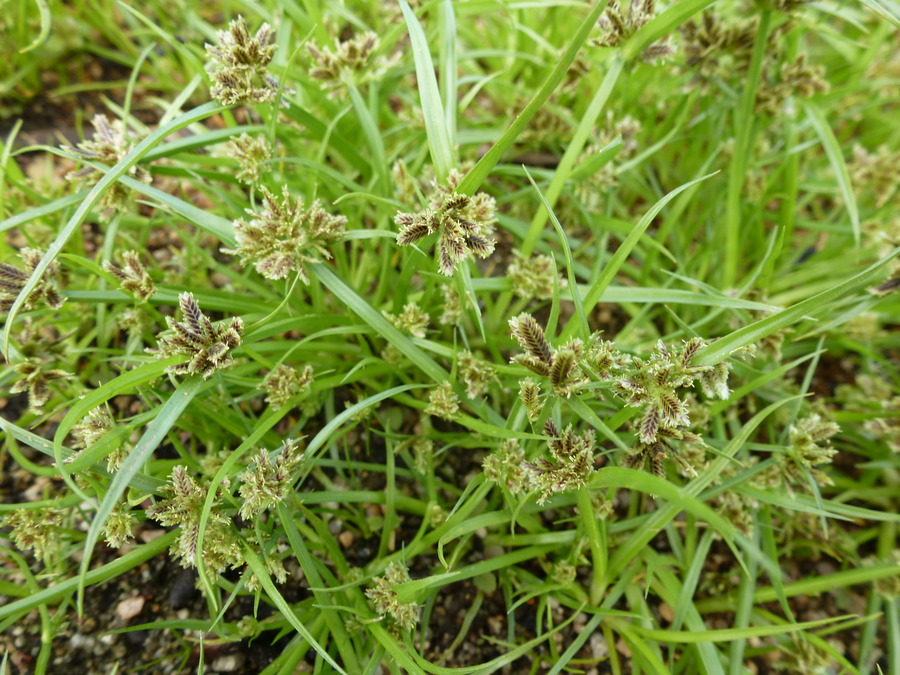
Virágzó barna palka (Cyperus fuscus)

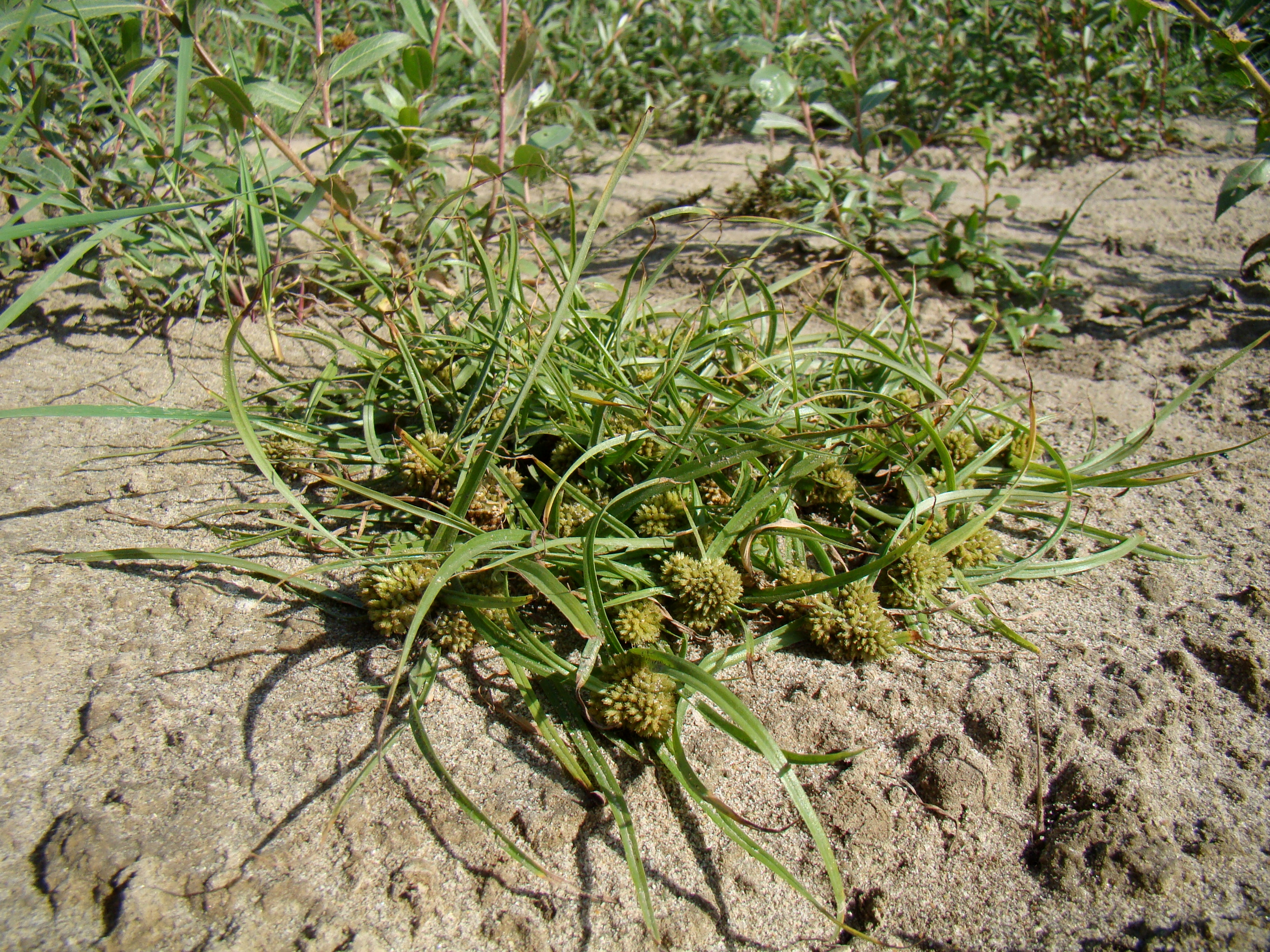
Iszapkáka (Dichostylis micheliana) a Kubány folyó mentén, Uszty-Labinszknál

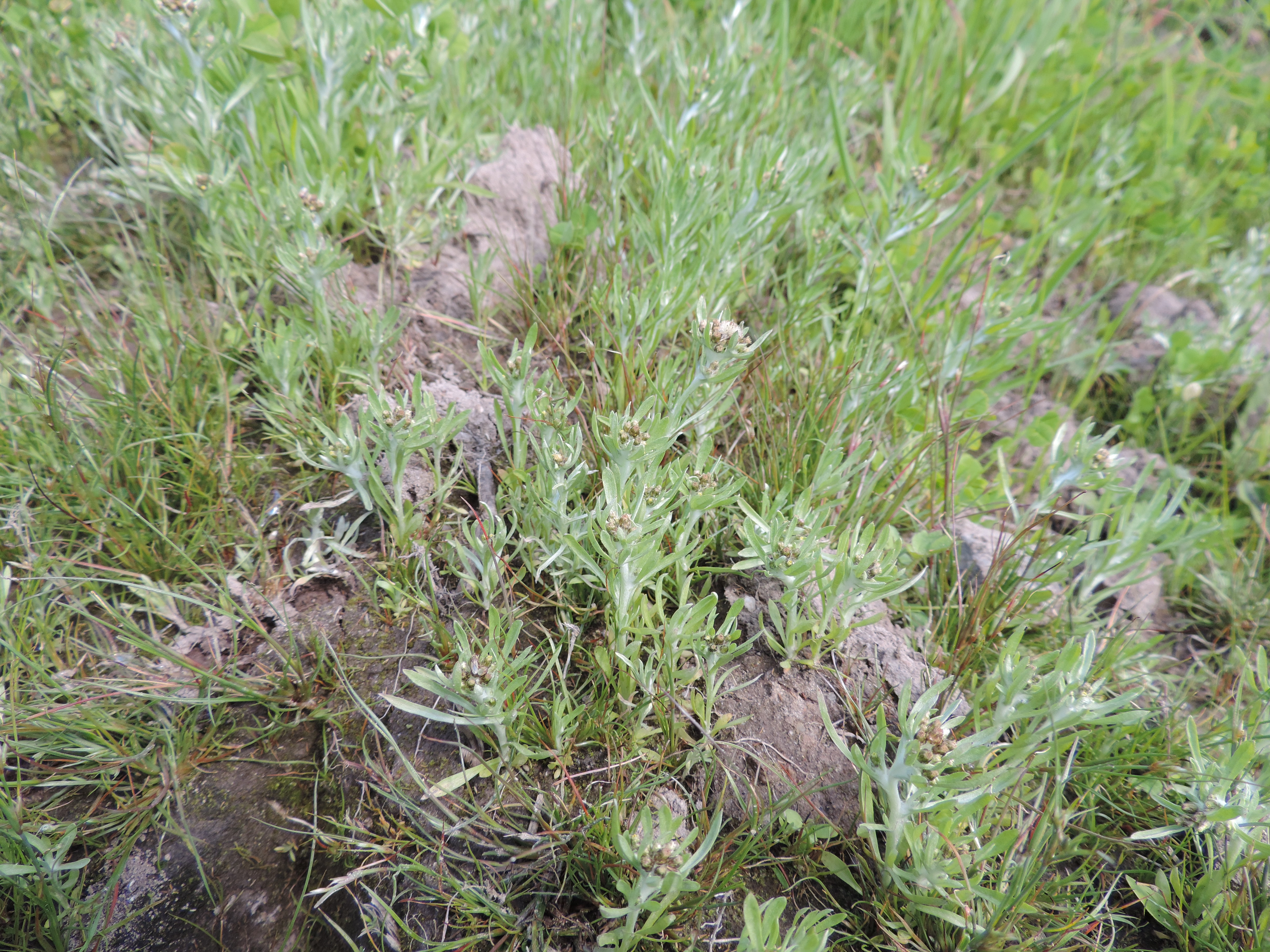
Iszapgyopár (Gnaphalium uliginosum) Kamień Pomorskinál (Nyugat-Pomeránia)

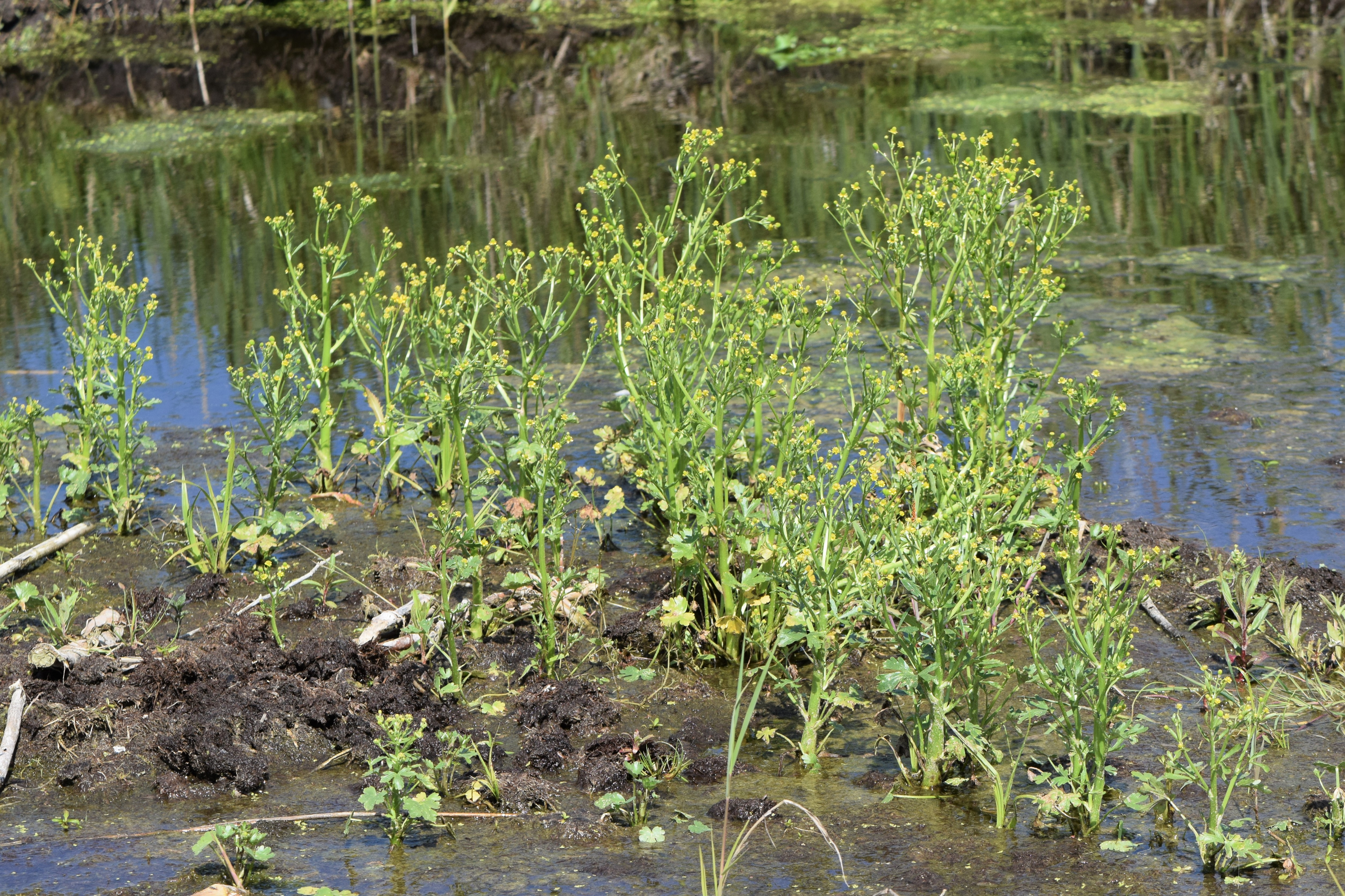
Torzsika boglárka (Ranunculus sceleratus) Rogoźno mellett, (Poznańtól északra)

A Tisza-parti iszapgyopáros  (Dichostylido michelianae-Gnaphalietum uliginosi Timár 1947) Borhidi Attila szerint az atlanti-boreális tóparti gyepek (Isoëto-Litorelletea Br.-Bl. & Vlieger, 1937)  társulástani osztályába sorolt törpekákagyepek (Nanocyperion)  társulástani csoportjában a látonyás csetkáka-társulások (Elatini-Eleocharitenion ovatae (Pietsch & Müller-Stoll 1968) Borhidi 2003 comb. nova hoc loco) alcsoportjának (más szerzők szerint csoportjának) egyik társulása.

## Elterjedése, kialakulása
Ez az azonális, természetes pionír társulás elsődlegesen a nagyobb folyók medrében alakul ki laza, nyers (a békaszittyós társulásénál alig kötöttebb) öntéstalajon. A hordalék minőségének változékonysága miatt a két társulás ezért gyakran mozaikosan, összefogazódva nő. A talajban nem halmozódhatnak fel se se karbonát-, se egyéb sóásványok. Fontos feltétel a nitrogénszegénység: több nitrogént talajokon a Chenopodion glauci jellegű ruderális növényzet fejlődik ki.
Általánosan elterjedt a nagyobb folyók alföldi szakaszainak szárazra kerülő medrében, így a Duna, a Dráva, de (amint neve is mutatja) különösen a Tisza és mellékfolyói mentén.
Tipikus állományai igen gyorsan kialakulnak a szárazra kerülő folyómedrekben. Efemer jellegű közösségeik az évelő búzafű (Agropyron spp.) és lórom (Rumex spp.) fajok behatolása miatt még a tárgyévben a félruderális jellegű Agropyro-Rumicion társulássá alakulhatnak át.

## Szerkezete, fajösszetétele
A talaj növényborítása 50 %-nál többnyire jóval több.
Uralkodó fajai:
- iszapkáka (Dichostylis micheliana),
- barna palka (Cyperus fuscus) és
- csomós palka (Chlorocyperus glomeratus).

Konstans fajok:
- iszapgyopár (Gnaphalium uliginosum) és
- henye pimpó (Potentilla supina).

Gyakoriak benne a ruderális és félruderális elemek:
- torzsika boglárka (Ranunculus sceleratus),
- erdei kányafű (Rorippa silvestris)
- mocsári kányafűó (Rorippa islandica),
- zöld disznóparéj (Amaranthus lividus ssp. adscendens),
- keskenylevelű lórom (Rumex stenophyllus).